# Slivno Ravno
Slivno Ravno falu Horvátországban, Dubrovnik-Neretva megyében. Közigazgatásilag Slivno községhez tartozik.

## Fekvése
Makarskától légvonalban 56, közúton 74 km-re délkeletre, Pločétől légvonalban 14, közúton 22 km-re délkeletre, községközpontjától légvonalban 5, közúton 9 km-re délre Neretva-folyó deltavidékén fekszik.

## Története
A horvátok őseinek érkezése után a 8. századtól ez a terület a Ston székhelyű zahumi kenézséghez tartozott. Első írásos említésével csak 1358-ban találkozunk. A néhány helyen található sok középkori sírkőből arra következtethetünk, hogy a késő középkorban a település mai területe is sűrűn lakott volt. Nagyobb középkori temető maradványa található Provići település felett, ahol a 19. század második felében 98, részben díszített sírkövet találtak. A régi slivnói plébániatemplom is állt már legkésőbb a 15. században. Slivno már 1490 előtt török uralom alá került.
A török alóli felszabadítás után két hullámban a szomszédos Hercegovinából érkezett horvát ajkú lakosság telepedett itt le. Az első telepesek már 1686-ban megérkeztek és legelőször Opuzen környékét népesítették be. Slivno felszabadítása után népesültek be a slivnói falvak. A második nagyobb hullám az ún. kis háború (1714-1718) idején érkezett. Már rögtön a felszabadulás után 1689-ben megalapították a slivno ravnoi plébániát. A velencei uralomnak 1797-ben vége szakadt és osztrák csapatok vonultak be Dalmáciába. 1806-ban az osztrákokat legyőző franciák uralma alá került, de Napóleon lipcsei veresége után 1813-ban újra az osztrákoké lett. A slivno ravnoi plébánosok az alapítástól a 19. század közepéig Smrdan erődjében laktak. 1857-ben építették fel a plébániatemplom mellett az új plébániaházat, ahova 1860-ban költözött be a plébános.
A településnek a hozzá tartozó falvakkal együtt 1857-ben 1107, 1910-ben 533 lakosa volt. 1918-ban az új szerb-horvát-szlovén állam, majd később Jugoszlávia része lett. A második világháború idején a Független Horvát Állam része volt. A háború után a szocialista Jugoszlávia része lett. A második világháborút követően a Kis-Neretva és a tengerpart mentén több új település is létrejött, miközben a régi, magasabban fekvő települések kiürültek. 1966-ban a plébános is elhagyta a régi plébániaházat és az új községközpontra, Vlakára költözött. A régi plébániaházat 2003-ban felújították és halottasháznak rendezték be. A településnek 2011-ben mindössze 2 állandó lakosa volt.

## Népesség
| Lakosság változása | Lakosság változása | Lakosság változása | Lakosság változása | Lakosság változása | Lakosság változása | Lakosság változása | Lakosság változása | Lakosság változása | Lakosság változása | Lakosság változása | Lakosság változása | Lakosság változása | Lakosság változása | Lakosság változása | Lakosság változása |
| ------------------ | ------------------ | ------------------ | ------------------ | ------------------ | ------------------ | ------------------ | ------------------ | ------------------ | ------------------ | ------------------ | ------------------ | ------------------ | ------------------ | ------------------ | ------------------ |
| 1857               | 1869               | 1880               | 1890               | 1900               | 1910               | 1921               | 1931               | 1948               | 1953               | 1961               | 1971               | 1981               | 1991               | 2001               | 2011               |
| 1.107              | 1.272              | 356                | 377                | 457                | 533                | 2.194              | 815                | 436                | 366                | 296                | 33                 | 245                | 13                 | 7                  | 2                  |

(Népessége 1981-ben Klek, 1991-ben  Duboka, Komarna és Lovorje lakosságának kiválásával csökkent, míg területének egy részéből hozták létre a ma Opuzenhez tartozó Buk-Vlaka települést. 1857-ben és 1869-ben Slivno néven. 1857-ben, 1869-ben és 1921-ben az adatok Blace, Podgradina és Raba, 1981-ben részben Buk-Vlaka, 1857-ben, 1869-ben, 1921-ben és 1931-ben Duba, Duboka, Klek, Komarna, Kremena, Trn és Zavala, 1857-ben, 1869-ben, 1890-ben, 1921-ben, 1931-ben és 1981-ben Lovorje, 1880-ban, 1890-ben és 1931-ben Podgradina, 1857-től 1880-ig, 1900-ban, 1921-ben, 1931-ben és 1981-ben Pižinovac lakosságát is tartalmazzák.)

## Nevezetességei
Szent István első vértanú tiszteletére szentelt plébániatemploma 1896-ban épült. Felszentelését 1904-ben Marčelić dubrovniki püspök végezte. A templom szabályosan faragott kövekből épült. A főbejárat felett háromszögű timpanon látható kőkereszttel, a homlokzat közepén feliratos kőtábla, felette pedig lunetta látható. A homlokzat felett három harang számára kialakított nyitott harangtorony áll. A főoltár a spliti Pavao Bilinić mester munkája 1901-ből. Carrarai márványból készült Emil Vecchietti tervei szerint. A mellékoltárok a Szeplőtelen fogantatás, valamint Szent Cirill és Szent Metód tiszteletére vannak szentelve. Mindkét tiroli munka 1906-ban készült. A templomot 1982-ben megújították. A templom építése előtt a régi templomot lebontották. Ebből az épületből csak a 14-15. századi szentély maradt meg, amelyet halottasházzá alakítottak át.
Prović falutól északra, az Orlovac-hegy lejtőin fekvő Greblje nevű helyen késő középkori nekropolisz található. A sírkövek száma szerint ez a Neretva völgyének egyik legnagyobb ilyen típusú nekropolisza. A temetőben 67 síremlékben található, ebből 36 tábla, 29 sírláda és 2 oromzatos formájú. A helyszínt nagyszámú díszített példány is különlegessé teszi (összesen 33 ilyet találtak). A leggyakoribb motívumok a kereszt, a pajzs és a kard különböző kombinációi, valamint a félhold, a csillag és a rozetta. Ennek a nekropolisznak a sajátossága a kereszt, a ló és a kígyó motívumait ábrázoló sírkődísz megjelenése. A nekropolisz a díszítések szerint határozott kapcsolatokat mutat a hercegovinai térségben fellelhető sírköves temetőkkel, ami a földrajzi és történelmi kulturális közelség alapján is gondolható. A nekropolisz keletkezése a 14. és a 15. század második felére nyúlik vissza.